# Rubikův had
Rubikův had (anglicky Rubik's Snake, někdy také Rubik's Twist) je hlavolam tvořený 24 rovnoramennými trojúhelníkovými plastovými hranoly, které jsou střídavě orientovány a seřazeny do řady. Hranoly lze libovolně otáčet, ale otáčením je nelze od sebe oddělit. Pomocí otáčení může uživatel dosáhnout různých tvarů jak geometrických, tak napodobujících různé předměty nebo zvířata (obdélník, koule, pes, kočka apod.) Hlavolam byl vytvořen maďarským vynálezcem Ernő Rubikem v roce 1981.
Počet možných tvarů je maximálně 423 = 70368744177664 ≈ 7×1013 (23 možných otočení do 4 pozic vždy o 90 stupňů). Skutečný počet je však asi 10× menší (6770518220623), protože některé konfigurace nejsou prostorově možné nebo dostupné.